# Jan Peterek
Jan Peterek (* 17. Oktober 1971 in Havířov, Tschechoslowakei) ist ein ehemaliger tschechischer Eishockeyspieler, der in seiner aktiven Zeit zwischen 1989 und 2014 unter anderem für den HC Vítkovice, HC Femax Havířov und HC Oceláři Třinec in der tschechischen Extraliga sowie für Lokomotive Jaroslawl in der russischen Superliga spielte.

## Karriere
Jan Peterek begann seine Karriere als Eishockeyspieler bei TJ Vítkovice, für die er in der Saison 1989/90 sein Debüt in der 1. Liga, der höchsten tschechoslowakischen Spielklasse, gab. Dort begann der Flügelspieler auch die folgende Spielzeit, ehe er seinen Militärdienst ableisten musste, woraufhin er die restliche Spielzeit beim Armeesportverein Dukla Trenčín verbrachte. Anschließend kehrte er zur TJ Vítkovice zurück und nahm mit der Mannschaft ab der Saison 1993/94 an der – nach Teilung der Tschechoslowakei – neu gegründeten tschechischen Extraliga teil. 
Von 1997 bis 1999 spielte Peterek für den HC Železárny Třinec in der Extraliga. Die Saison 1999/2000 begann der Linksschütze bei Ässät Pori in der finnischen SM-liiga. Nach einer Torvorlage in sechs Spielen schloss er sich dem HC Femax Havířov aus seiner tschechischen Heimat an, bei dem er die folgenden beiden Jahre verbrachte. In den Spielzeiten 2001/02 und 2002/03 wurde der Tscheche mit Lokomotive Jaroslawl jeweils Russischer Meister. 
Nach einem weiteren Jahr in Jaroslawl unterschrieb Peterek zur Saison 2004/05 erneut einen Vertrag beim HC Oceláři Třinec. Kurz vor Beginn der Playoffs wechselte er jedoch zu seinem Stammverein, dem HC Vítkovice. Seit der Saison 2005/06 steht der ehemalige Nationalspieler erneut für Třinec in der Extraliga auf dem Eis und war dort über mehrere Jahre hinweg Mannschaftskapitän. In der Saison 2010/11 gewann er mit dem Team zudem den tschechischen Meistertitel.
Nach der Saison 2013/14 beendete Peterek seine aktive Karriere nach 22 Saisons in der Extraliga.

### International
Für Tschechien nahm Peterek im Jahr 2006 an der Euro Hockey Tour teil.

## Erfolge und Auszeichnungen
- 2002 Russischer Meister mit Lokomotive Jaroslawl
- 2003 Russischer Meister mit Lokomotive Jaroslawl
- 2008 Bester Vorlagengeber der tschechischen Extraliga
- 2011 Tschechischer Meister mit dem HC Oceláři Třinec